# Selenicereus pteranthus
Selenicereus pteranthus (Link & Otto) Britton & Rose es una especie de planta fanerógama de la familia Cactaceae. 

## Distribución
Es endémica de México. Es una especie rara en la vida silvestre.

## Descripción
Es una planta  perenne carnosa expansivo con los tallos armados de espinas, de color verde y con las flores de color  blanco.

## Nombre común
- Español:Reina de la Noche

## Sinonimia
- Cereus pteranthus
- Cereus nycticalus
- Selenicereus nycticalus